# Gertrude de Hohenberg
Gertrude de Hohenberg, née vers 1225 à Deilingen et morte le 16 février 1281 à Vienne, fut reine de Germanie et duchesse d'Autriche en tant que première épouse du roi Rodolphe Ier de Habsbourg. Elle règne à partir de 1273 sous le nom de Anna de Habsbourg et est considéré comme l'aïeule de la dynastie.

## Biographie
Gertrude est la fille aînée du comte Bouchard V de Hohenberg (mort en 1253) et de son épouse Mathilde de Tübingen. Les comtes de Hohenberg en Souabe, mentionnés pour la première fois dans un acte de l'empereur Frédéric Barberousse en 1170, sont apparentés à la maison de Hohenzollern, descendants du comte Frédéric Ier de Zollern (mort en 1125). En se mariant à Mathilde, une héritière des comtes palatins de Tübingen, le père de Gertrude a pu accroître ses domaines.
Selon une thèse de l'historien Aegidius Tschudi (1505-1572), référant aux chroniques de l'abbaye de Muri, Gertrude provient de la famille de Frobourg ; néanmoins, cette supposition est réfutée à une large échelle.
Gertrude épouse vers 1245 le comte Rodolphe IV de Habsbourg (1218-1291), fils du comte Albert IV le Sage et de son épouse Edwige, comtesse de Kybourg. De ce mariage naissent dix enfants :
- Albert Ier (1248-1308), co-duc d’Autriche en 1282, roi des Romains en 1298[1] ;
- Mathilde (1251-1304), mariée en 1273 au duc Louis II de Bavière[1] ;
- Catherine (1256-1282), mariée en 1279 avec Othon III de Bavière, roi de Hongrie de 1305 à 1308[1] ;
- Agnès (vers 1257-1322), mariée en 1273 au duc Albert II de Saxe[1] ;
- Hedwige (morte en 1303), mariée en 1279 au margrave Othon VI de Brandebourg[1] ;
- Clémence de Habsbourg (vers 1262-1301), mariée en 1281 avec Charles Martel d‘Anjou, duc de Calabre et roi titulaire de Hongrie[1] ;
- Hartmann (1263-1281)[1] ;
- Rodolphe II (1270-1290), co-duc d’Autriche en 1282[1] ;
- Judith (1271-1297), mariée en 1285 au roi Venceslas II de Bohême[1] ;
- Charles (1276-1276).

Le 1er octobre 1273 à Francfort, son mari est élu roi des Romains et fit se couronner couronner à la cathédrale d'Aix-la-Chapelle (n'étant pas allé se faire couronner à Rome, il ne porte pas le titre d’empereur du Saint-Empire). Gertrude devient désormais la reine Anna de Habsbourg. Le nouveau roi commença par récupérer les fiefs tombés dans d'autres mains, notamment les duchés d'Autriche et de Styrie en possession du roi Ottokar II de Bohême. Un conflit armé s'impose dans lequel Ottokar a été décisivement vaincu et tué à la bataille de Marchfeld le 26 août 1278 ; ses États impériaux revinrent comme fiefs accomplis à Rodolphe Ier.
Après des dizaines d'années de mariage, Gertrude meurt en 1281 à Vienne. Conformément aux dispositions de Rodolphe, son corps est ramené à Bâle, ville  à laquelle elle était particulièrement attachée et où reposait l'un de ses fils, Charles (né et mort en 1276). Son monument funéraire à la cathédrale, de style gothique, daté des premières années de la décennie 1280, présente, d'un point de vue typologique, des particularités remarquables: monument élevé pour une femme, monument double et monument mère-enfant.
Après trois années de veuvage, Rodolphe Ier se remarie en 1284 avec Isabelle de Bourgogne (1270-1323), fille du duc Hugues IV.